# Očna šupljina
Očna šupljina (lat. orbita) ili očnica je šupljina u lubanji unutar koje je smješteno oko sa svojim pomoćnim organima.

## Omeđenja i granice
Očna šupljina ima oblik piramide, čija se baza nalazi u središnjem dijelu lica. Volumen kod odrasle osobe iznosi 30 mL, od čega oko zauzima volumen od 6,5 mL. 
Rubove baze piramide očne šupljine čine sljedeće kosti:
- gornji rub: čeona kost
- donji rub: gornja čeljust i sponična kost
- medijalni rub: čeona kost, suzna kost i gornja čeljust
- lateralni rub: sponična kost i čeona kost

Vrh piramide leži u blizini medijalnog kraja gornje očnične pukotine (lat. fissura orbitalis superior) i sadrži vidni kanal (lat. canalis opticus).
Zidovi očne šupljine:
- Krov orbite (gornji zid) čine čeona kost i malo krilo klinaste kosti.
- Dno orbite (donji zid) čine gornja čeljust, sponična kost i nepčana kost.
- Medijalni zid orbite čine gornja čeljust, suzna kost i rešetnice.
- Lateralni zid orbite čine sponična zid i veliko krilo klinaste kosti.

## Sadržaj
- Očne jabučice
- Fascije: orbitalna, bulbarna
- Mišići oka
- Živci: mozgovni živci vidni živac (II), živac pokretač oka (III), koloturni živac (IV), trodijelni živac (V) i živac odmicač (VI)
- Krvne žile
- Ekstraokularno masno tkivo
- Suzna žlijezda, Suzna vrečica, nosnosuzni vod (lat. ductus nasolacrimalis)
- Vjeđe
- Medijalni i lateralni palpebralni ligamenti
- Suspenzorni ligamenti očne jabučice
- Spojnica
- lat. trochlea, kolotur
- Orbitalni septum
- Cilijarni ganglij i kratki cilijarni živci

## Otvori i komunikacije
- lat. canalis opticus
- lat. fissura orbitalis superior
- lat. fissura orbitalis inferior
- lat. foramen ethmoidale anterior
- lat. foramen ethmoidale posterior
- lat. foramen infraorbitale
- lat. foramen supraorbitale
- otvor nosnosuznog voda (lat. ductus nasolacrimalis)
- lat. foramen zygomaticoorbitale